# Дальников, Андрей Иосифович
Андрей Иосифович Дальников (1883 год — 1920 или 1921 год, Пишпек) — священник Русской православной церкви, в 2000 году включён в Собор новомучеников и исповедников Российских.

## Биография
Родился в 1883 году. В 1912 году рукоположён в диакона. В июне 1913 года назначен иереем к строящейся церкви в селе Александровское Верненского уезда Семиреченской области. В 1917—1918 годах служил в церкви в честь иконы «Всех скорбящих радость» в Верном. В 1918 году назначен настоятелем Свято-Покровского храма станицы Надеждинской Верненского уезда. Назначен на место убитого 5 мая 1918 года настоятеля Наджединской церкви.
Арестован в сентябре 1920 года «за контрреволюционную деятельность, за невыполнение хлебозаготовок и скрытие книг исповедающихся казаков от тройки областной ЧК». Вместе с семьёй приговорён к заключению в Пишпекский концентрационный лагерь, где и скончался. Место погребения неизвестно. Реабилитирован 14 апреля 1993 года.

## Канонизация
В 2000 году решением Архиерейского юбилейного Собора по представлению Алма-Атинской епархии был включён в Собор новомучеников и исповедников Российских.